# The Sounds of the Sounds of Science
The Sounds of the Sounds of Science è l'undicesimo album discografico del gruppo musicale indie rock statunitense Yo La Tengo pubblicato nel 2002; venne realizzato come colonna sonora per una serie di documentari girati sott'acqua da Jean Painlevé. L'album è stato registrato nel settembre 2001.

## Tracce
1. Sea Urchins – 10:22
2. Hyas and Stenorhynchus – 9:12
3. Shrimp Stories – 6:43
4. How Some Jellyfish Are Born – 8:22
5. Liquid Crystals – 8:54
6. The Love Life of the Octopus – 11:59
7. Acera or the Witches' Dance – 8:15
8. The Sea Horse – 13:18